# You Not Me
"You Not Me" druga je pjesma s albuma Falling into Infinity (izdan 1997. godine) američkog progresivnog metal sastava Dream Theater. Originalni naslov skladbe bio je "You Or Me", ali je na nagovor producenta Desmonda Childea tekst pjesme prepravljen. Ujedno je i originalna verzija bila puno kompleksnija skladba. Pjesma se ujedno našla i na top listi singlova na 40. mjestu u godini izdavanja. Tekst pjesme napisali su John Petrucci i Desmond Child. 

## Izvođači
- James LaBrie - vokali
- John Petrucci - električna gitara
- John Myung - bas-gitara
- Mike Portnoy - bubnjevi
- Derek Sherinian - klavijature

## Vanjske poveznice
Službene stranice sastava Dream Theater - album Falling into Infinity  Arhivirana inačica izvorne stranice od 23. svibnja 2009. (Wayback Machine)